# Левцово (Ярославский район)
Левцово — деревня в Ярославском районе Ярославской области. Входит в состав Заволжского сельского поселения.

## География
Находится в восточной части Ярославской области на расстоянии приблизительно 11 км на северо-восток по прямой от станции Филино.

## История
В 1859 году здесь (деревня Ярославского уезда Ярославской губернии) было учтено 20 дворов, в 1898 — 17.
До 2001 года   административный центр Левцовского сельсовета. Постановлением Государственной Думы Ярославской области от 31.10.2001 № 239  административный центр был перенесён  деревни Левцово в деревню Григорьевское
.

## Население
Численность населения: 87 человек (1859 год), 95 (русские 85%) в 2002 году, 82 в 2010.

## Достопримечательности
- Памятник павшим в годы Великой Отечественной войны жителям Левцовского сельского совета[6].